# 9019 Eucommia
9019 Eucommia este un asteroid din centura principală de asteroizi.

## Descriere
9019 Eucommia este un asteroid din centura principală de asteroizi. A fost descoperit pe 28 august 1987 la Observatorul La Silla de Eric Walter Elst. El prezintă o orbită caracterizată de o semiaxă mare de 2,44 ua, o excentricitate de 0,10 și o înclinație de 5,4° în raport cu ecliptica.